# Зайцев, Иван Николаевич
Ива́н Никола́евич За́йцев (8 марта 1923 года, с. Ленинск, Царицынская губерния, РСФСР — 28 мая 1997 года, Москва, СССР) — советский военачальник. Участник Великой Отечественной войны. Герой Советского Союза. Генерал-лейтенант.

## Биография
Родился 8 марта 1923 года в селе Ленинск  (ныне город Ленинск Волгоградской области). Русский. 
Детство и юность провёл в селе Владимировка (ныне – город Ахтубинск Астраханской области). В 1940 году окончил 10 классов школы. В 1940-1941 годах работал учителем русского языка и литературы в средней школе в селе Владимировка.
В армии с сентября 1941 года. До ноября 1941 года обучался в Невинномысской военной авиационной школе лётчиков. В августе 1942 года окончил Житомирское военное пехотное училище, находившееся в эвакуации в городе Ворошиловск (ныне город Ставрополь).
Участник Великой Отечественной войны: в сентябре 1942 – августе 1943 – командир миномётного взвода учебного батальона 48-го (с марта 1943 – 214-го гвардейского) стрелкового полка и офицер связи при оперативном отделе 38-й стрелковой дивизии). Воевал на Сталинградском, Донском, Воронежском и Степном фронтах. Участвовал в Сталинградской битве, боях на белгородском направлении и Курской битве.
В августе 1943 – мае 1944 – помощник начальника штаба 214-го гвардейского стрелкового полка, в мае 1944 – мае 1945 – начальник штаба 209-го гвардейского стрелкового полка 73-й гвардейской стрелковой дивизии. Воевал на Степном, 2-и 3-м Украинских фронтах. Участвовал в Белгородско-Харьковской операции, битве за Днепр, боях на криворожском направлении, Березнеговато-Снигирёвской, Одесской и Ясско-Кишинёвской операциях, освобождении Румынии, Болгарии, Югославии, Венгрии и Австрии. 9 сентября 1943 года был ранен и до конца месяца находился в госпитале в городе Чугуев (Харьковская область, Украина).
Особо отличился при форсировании Дуная. В ночь на 20 октября 1944 года двумя батальонами осуществил форсирование Дуная в районе села Батина (община Драж, Осиецко-Бараньская жупания, Хорватия) и захватил плацдарм на западном берегу реки. В течение дня батальоны отражали непрерывные контратаки противника. В ночь на 21 октября 1944 года переправил на левый берег весь полк и удерживал плацдарм до подхода главных сил дивизии.
За мужество и героизм, проявленные в боях, Указом Президиума Верховного Совета СССР от 24 марта 1945 года гвардии майору Зайцеву Ивану Николаевичу присвоено звание Героя Советского Союза с вручением ордена Ленина и медали «Золотая Звезда».
До мая 1946 года продолжал службу в армии начальником штаба стрелкового полка (в Южной группе войск). В 1949 году окончил Военную академию имени М. В. Фрунзе. В 1950-1955 годах служил офицером, старшим инспектором, старшим офицером и начальником группы в Управлении мобилизационного планирования вооружения и оперативного тыла Генерального Штаба Советской Армии. С 1955 года – заместитель начальника и начальник отдела, в 1962-1964 гг. – заместитель начальника Управления планирования вооружения и военной техники Главного штаба Сухопутных войск. В 1964-1965 гг. – заместитель начальника 3-го Управления Генерального Штаба ВС СССР.
В 1967 году окончил Военную академию Генштаба. В 1967-1968 гг. – заместитель начальника штаба 7-й гвардейской армии. В 1968-1971 гг. – заместитель начальника Главного организационно-мобилизационного управления Генерального Штаба ВС СССР. С 1971 года – 1-й заместитель начальника организационного управления, а в 1981-1985 гг. – 1-й заместитель начальника 2-го управления в Главном организационно-мобилизационном управлении Генерального Штаба ВС СССР. В 1985-1987 гг. – заместитель начальника 2-го управления 50-го Центра оперативно-стратегических исследований Генерального Штаба ВС СССР. С мая 1987 года генерал-лейтенант Зайцев – в запасе.
Жил в Москве. Умер 28 мая 1997 года и был похоронен на Троекуровском кладбище в Москве.

## Воинские звания
- Лейтенант (25.06.1942)
- Старший лейтенант (16.02.1943)
- Капитан (06.12.1943)
- Майор (9.08.1944)
- Подполковник (05.11.1949)
- Полковник (19.01.1953)
- Генерал-майор (27.04.1962)
- Генерал-лейтенант (28.10.1976)

## Награды
СССР
- Герой Советского Союза (24 марта 1945);
- орден Ленина (24 марта 1945);
- два ордена Красного Знамени (31.10.1943, 10.04.1944);
- два ордена Отечественной войны 1-й степени (30.11.1944, 11.03.1985);
- два ордена Красной Звезды (30.12.1956; 01.10.1963);
- орден «За службу Родине в Вооружённых Силах СССР» 2-й степени (16.02.1982);
- орден «За службу Родине в Вооружённых Силах СССР» 3-й степени (30.04.1975).
- Медали, в том числе:
  - «За отвагу» (21.02.1943);
  - «За боевые заслуги» (15.11.1950);
  - «За трудовую доблесть» (03.04.1972);
  - «За оборону Сталинграда» (1943);
  - «За победу над Германией в Великой Отечественной войне 1941—1945 гг.» (1945);
  - «За взятие Вены» (1945);
  - «За освобождение Белграда» (1945);
  - «Ветеран Вооружённых Сил СССР»;
  - «За укрепление боевого содружества»;
  - «За безупречную службу» 1-й степени.

Других государств
- орден «9 сентября 1944 года» 1-й степени с мечами (22.01.1985, НРБ);
- орден Тудора Владимиреску 3-й степени (01.10.1974, СРР);
- медаль «Китайско-советская дружба» (КНР).

## Память

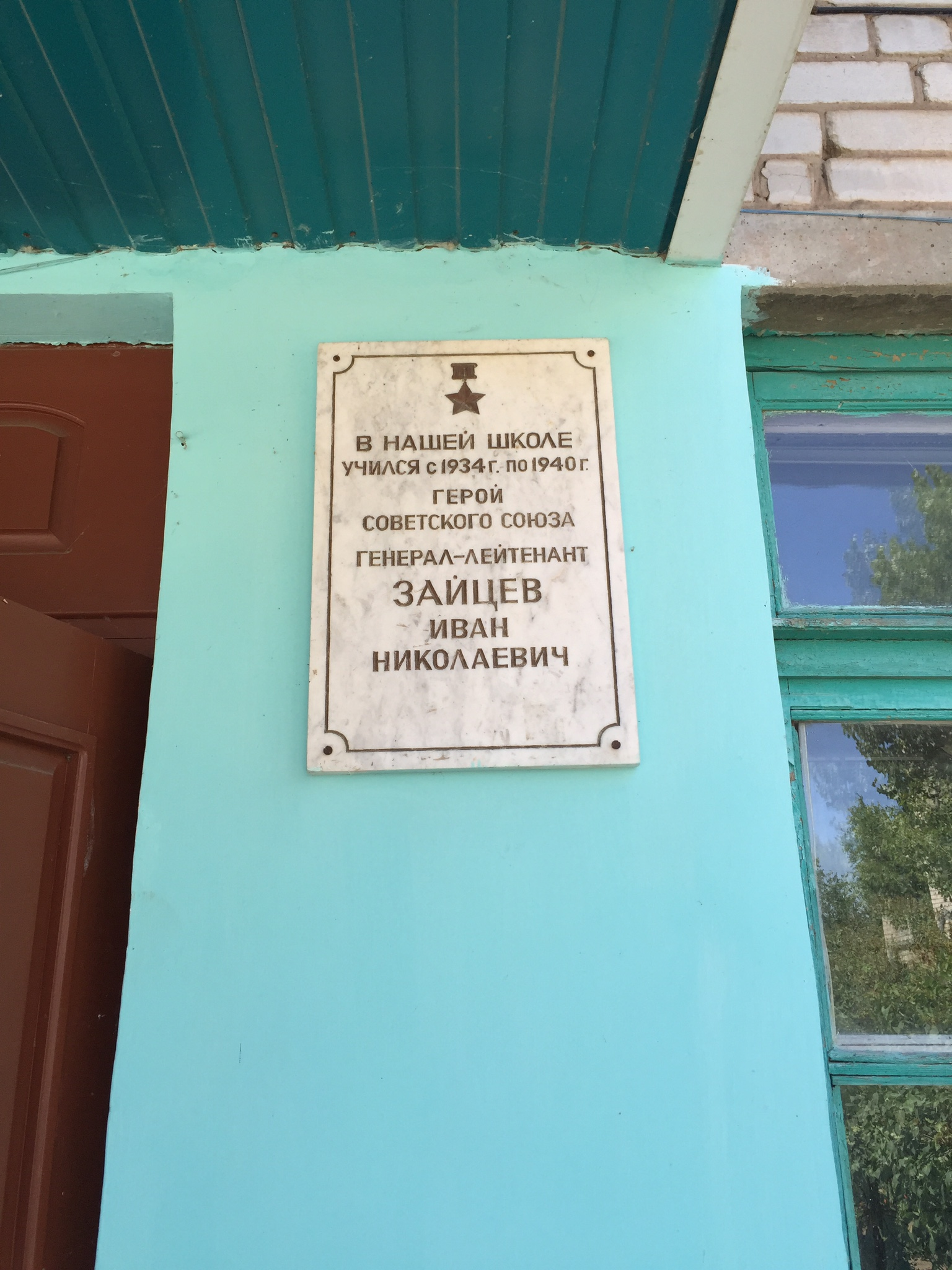
Памятная доска Зайцеву И.Н. на здании МБОУ "СОШ №2 МО Ахтубинский район"

- На фасаде здания школы №2 Ахтубинского района, в которой учился и преподавал Зайцев Иван Николаевич[2], установлена памятная доска.

Мемориальный барельеф Зайцеву И.Н. в г. Ахтубинске

- 9 мая 2015 года в день празднования 70-й годовщины Победы в Великой Отечественной войне в городе Ахтубинске Астраханской области были воздвигнуты восемь стел Ахтубинским Героям Советского Союза, в числе которых Зайцев Иван Николаевич[3].